# مجلس شورای مجاهدین شرقی سوریه
مجلس شورای مجاهدین شرقی سوریه (عربی: مجلس شورى مجاهدي الشرقية، که اختصاراً به نام مشمش نیز شناخته می‌شود.) ائتلافی از گروه‌های شورشی اسلام‌گرا در دیرالزور است که در طول جنگ داخلی سوریه و به منظور نبرد با دولت اسلامی عراق و شام (داعش) تشکیل شد. رهبر این ائتلاف در حدود ۱۲ ژوئن ۲۰۱۴ توسط داعش کشته شد.

## گروه‌های عضو ائتلاف
- جبهه النصره (شاخه دیرالزور)
- جیش الاسلام (شاخه دیرالزور)
- احرار الشام (شاخه دیرالزور)
- جیش اهل السنه والجماعه
- جبهه الاصاله و التنمیه (شاخه دیرالزور - جیش الاسود الشرقیه)
- القعقاع
- جبهه الجهاد والبناء
- بیارق الشعیطات
- لواء القادسیه
- جیش موته الاسلامی
- جیش الاخلاص
- لواء المجاهدین و الانصار[۲]